# Lidmaň
Lidmaň (en allemand : Lidman) est une commune du district de Pelhřimov, dans la région de Vysočina, en République tchèque. Sa population s'élevait à 282 habitants en 2020.

## Géographie
Lidmaň se trouve à 15 km à l'ouest-sud-ouest de Pelhřimov, à 40 km à l'ouest de Jihlava et à 89 km au sud-est de Prague.
La commune est limitée par Obrataň et Dobrá Voda u Pacova au nord, par Moraveč et Nová Cerekev à l'est, par Těmice au sud et par Černovice à l'ouest.

## Histoire
La première mention écrite de la localité date de 1359.

## Transports
Par la route, Lidmaň se trouve à 18 km de Pelhřimov, à 49 km de Jihlava à 120 km de Prague.